# Edsby slott
Edsby slott är en tidigare herrgård belägen vid Runsavägen 1A i Edsby slott och Ljungbacka, Eds socken i Upplands Väsby kommun. En slottsliknande byggnad uppfördes mellan 1866 och 1872.  År 1915 fick huset sitt nuvarande utseende av arkitekten Isak Gustaf Clason. Idag är Edsby slott ett privat äldreboende under namnet Gästhemmet Edsby slott.

## Historik

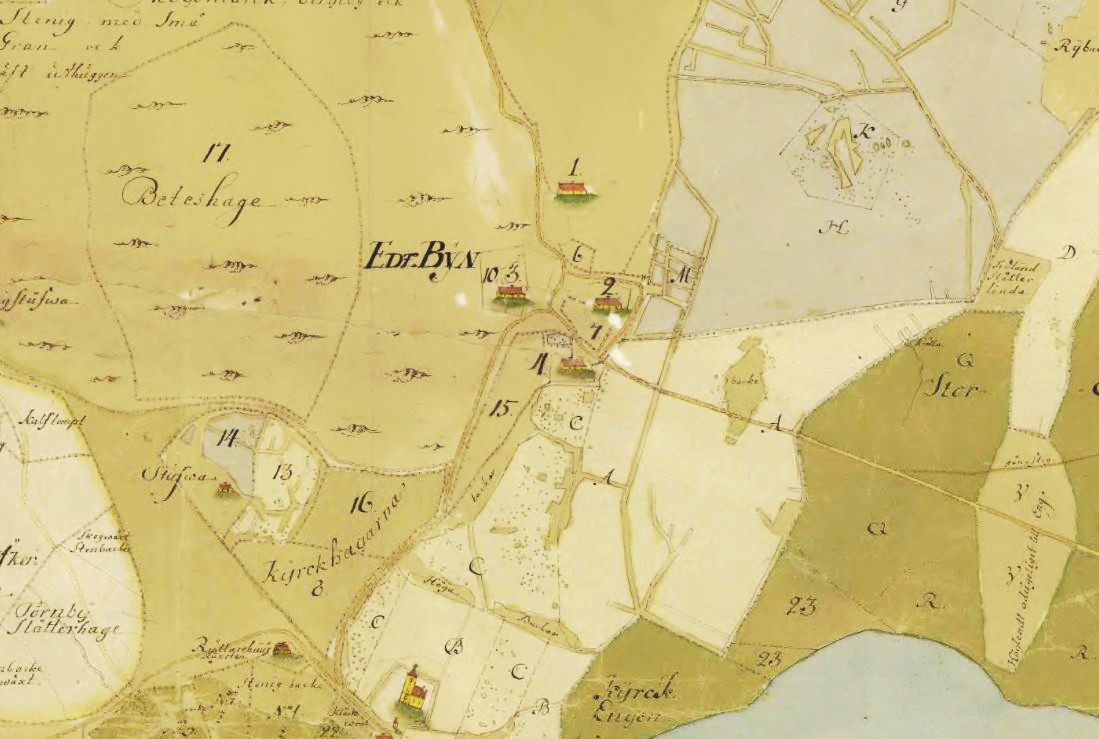
Edsbyn med sina fyra gårdar 1723.

Jordbruket med sina talrika byggnader, beläget norr om Edssjön, brukades av fyra bönder med fyra olika gårdar och kallades Edsbyn 1-4. I mitten av 1860-talet förvärvades Edsbyn 1-4 av häradshövdingen och riksdagsmannen Elis Fischer. Han lät riva gårdarna och uppföra en ny huvudbyggnad ungefär där Edsbyn nr 4 låg. Den slottsliknande stenbyggnaden i historiserande arkitektur innehöll 20 rum, ett kök och en hall och smyckades bland annat med ett hörntorn och ett centraltorn, som kröntes av en hög lanternin. Det var även Elis Fischer som år 1888 lät plantera allén som leder upp mot Edsby slott. Den heter idag "Edsby allé" och är gång- och cykelväg.
Elis Fischer ägde stället fram till 1887 och nästa ägare blev greve Conrad von Rosen som innehade Edsby slott fram till sin död 1913. Egendomen ärvdes av Conrad von Rosens son, Carl von Rosen. År 1915 lät han bygga om och modernisera huset efter ritningar av arkitekt Isak Gustaf Clason, som skalade av fasadernas olika utsmyckningar och gav byggnaden en stram nationalromantisk stil. 
Kvar blev en rektangulär byggnadskropp i två våningar med ett brant, valmat sadeltak. Enda utsmyckningen är resten av centraltornet som utformades som ett stort burspråk med en balkong ovanpå. I och med ombyggnaden fick huset även wc, badrum, vatten och avlopp, elektricitet samt centralvärme. von Rosens tid på Edsby varade till 1924. Släktens spegelmonogram syns fortfarande i balkongens smidesräcke och på fasaden mot väster återkommer von Rosens familjevapen i form av tre rosor placerade ovanför entrén.

## Historiska bilder

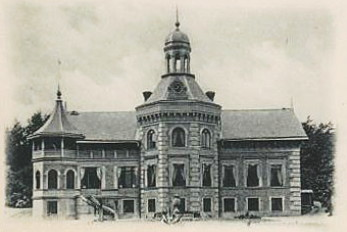
Huvudbyggnaden, 1902
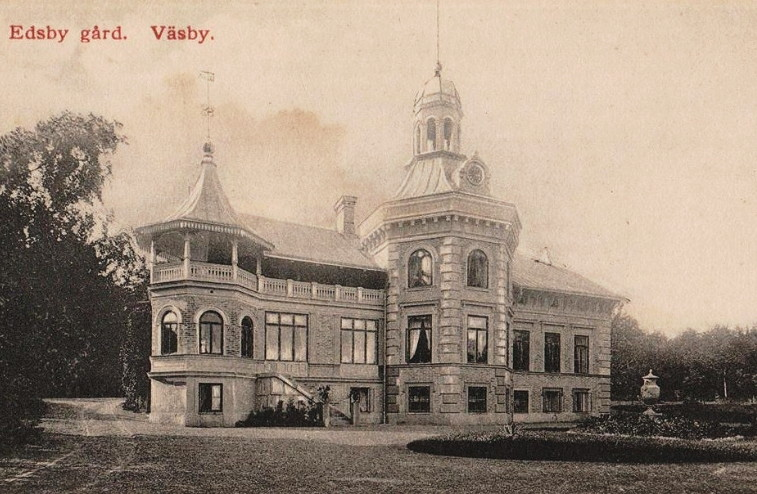
Huvudbyggnaden, 1905
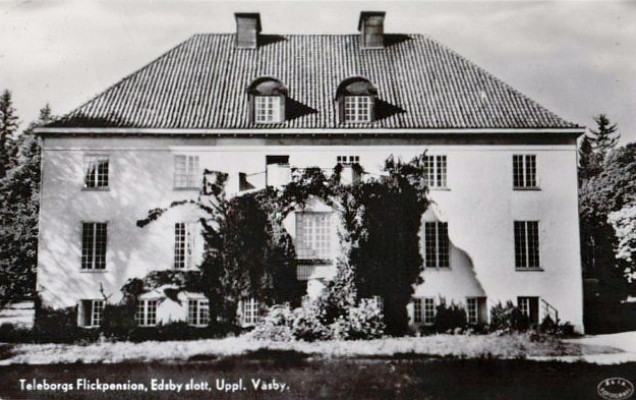
Huvudbyggnaden, 1950-tal
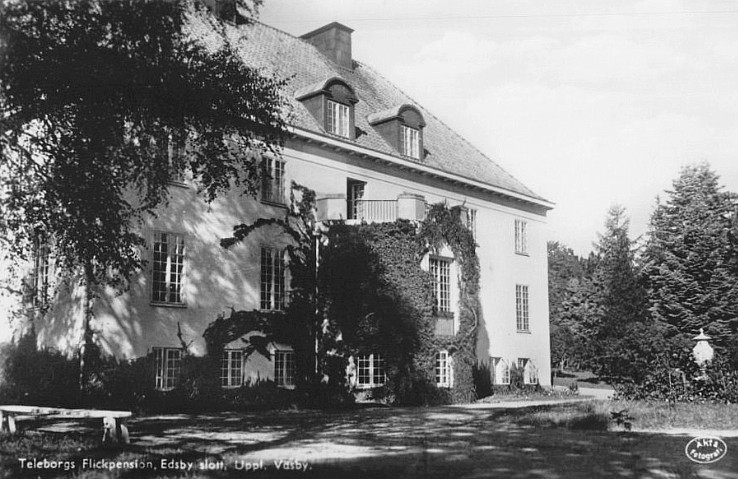
Huvudbyggnaden, 1950-tal

## Flickinternat och äldreboende

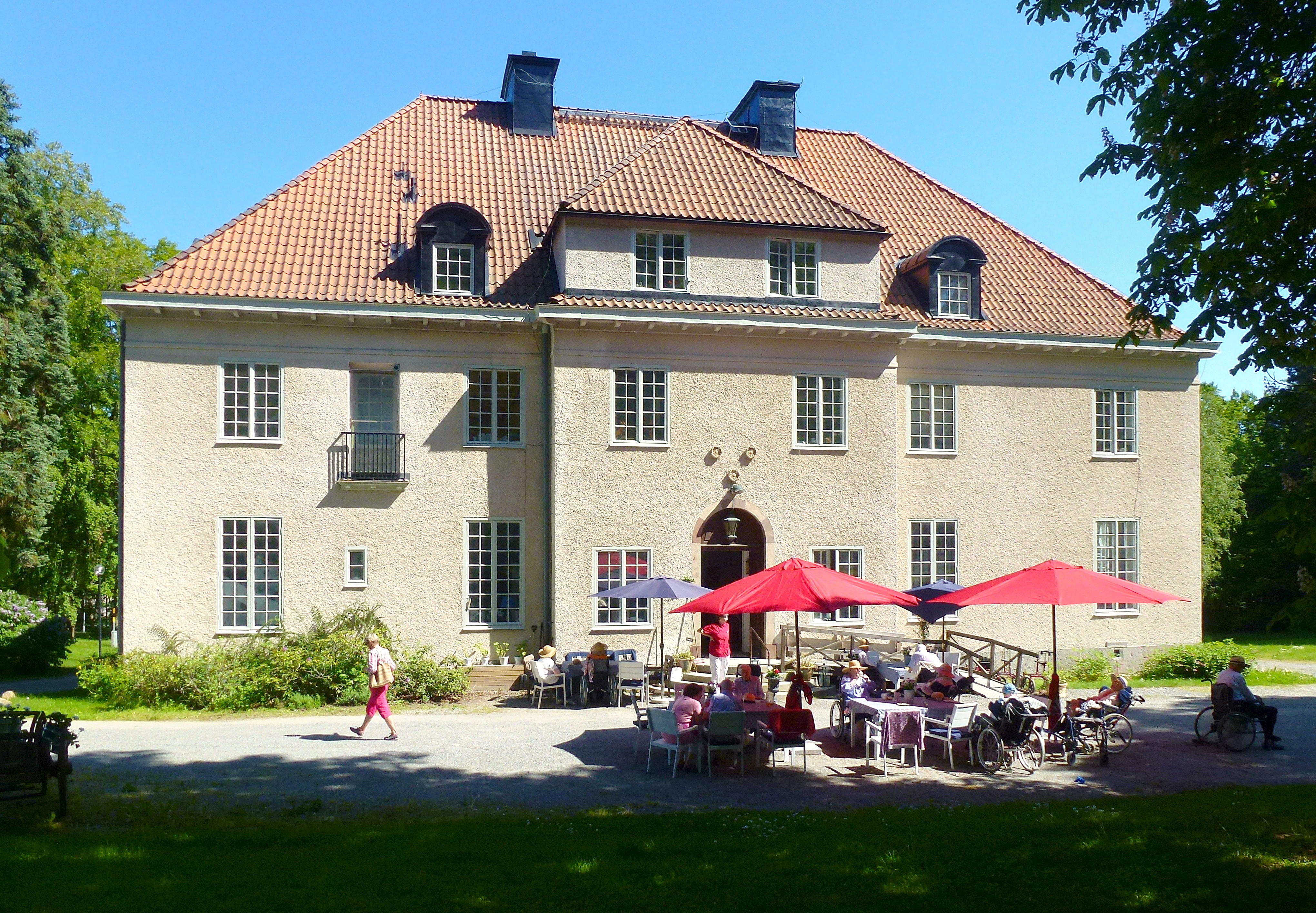
Edsby slott, fasad mot väster, 2015.

Efter att en tid ha varit uppdelad på två ägare köptes hela egendomen 1935 av godsägare Carl G. Curman på Antuna. Då hörde till gården två torp samt ekonomi- och stallbyggnader för 10 hästar, 60 nötkreatur, 60 höns och ett antal svin. Ekonomibyggnaderna moderniserades 1939. Sedan 1945 innehas Edsby av Carl G. Curmans barn och barnbarn. 
I mitten av 1950-talet öppnade internatskolan Teleborgs flickpension i huvudbyggnaden, som var uthyrd till fröken Eva Hermelin. Verksamheten riktade sig till "bättre bemedlade döttrar" från hela Sverige. 
Sedan år 1968 har Edsby slott verkat som privat äldreboende för dementa personer under namnet Gästhemmet Edsby Slott. År 2008 utökades slottets 24 rum med ytterligare 30 rum som invigdes i en ny byggnad norr om slottet. Under år 2014 genomfördes en större renovering av slottet som bland annat omfattade hygienutrymmen, fasadernas ytskikt och nytt taktegel.